# ولفونیت
ولفنیت  (به انگلیسی: Wulfenite) با فرمول شیمیایی PbMoO4 از مجموعه کانی هاست و از نام یک کانی‌شناس اتریشی F.X.Wulfer گرفته شده‌است. PbO:۱٫۴٪ MoO۳:۳۸٫۶٪ برای اولین بار در مکزیک کشف شد و از نظر شکل بلور: ورقه‌ای - ماکله، رنگ: زرد - نارنجی - قرمز، شفافیت: شفاف - نیمه شفاف، جلا: الماسی - چرب، رخ: ناقص، سیستم تبلور: کوادراتیک و در رده‌بندی مولیبدنیت است و منشأ تشکیل آن ثانوی است.
همایند کانی‌شناسی (پارانژ) آن باریتین- گالن- کلسیت- دولومیت- اسمیت- زونیت است.
، از نظر ژیزمان بلور- اگرگات خاکی و دانه‌ای - ماکل فراوان است و بیشتر در آلمان غربی، اطریش، یوگسلاوی، چک اسلواکی، کنگو، مکزیک، آمریکا، مراکش، استرالیا یافت می‌شود. تصویر بلورهای پرتقالی رنگ ولفنیت با لبه‌های فارسی بر بر روی یک سنگ سیلیسی شده را نشان می‌دهد